# Grodzie (rejon ostrowiecki)
Grodzie (biał. Гродзі, Hrodzi; ros. Гроди, Grodi) – wieś na Białorusi, w obwodzie grodzieńskim, w rejonie ostrowieckim, w sielsowiecie Gierwiaty, przy Białoruskiej Elektrowni Jądrowej.
W pobliżu znajduje się towarowa stacja kolejowa Bobrowniki, obsługująca Białoruską Elektrownię Jądrową.

## Historia
W XIX i w początkach XX w. położone były w Rosji, w guberni wileńskiej, w powiecie wileńskim. Po I wojnie światowej pod administracją polską, w Zarządzie Cywilnym Ziem Wschodnich. W latach 1920–1922 w składzie Litwy Środkowej.
Od 11 kwietnia 1922 leżały w Polsce, w województwie wileńskim, w powiecie wileńsko-trockim, do 1 kwietnia 1927 w gminie Worniany, następnie w gminie Michaliszki/Gierwiaty.
Po II wojnie światowej w granicach Związku Sowieckiego. Od 1991 w niepodległej Białorusi. W latach 10. XXI w. obok wsi zbudowano Białoruską Elektrownię Jądrową.